# Cinnamomum lanigerum
Cinnamomum lanigerum är en lagerväxtart som beskrevs av Van der Werff. Cinnamomum lanigerum ingår i släktet Cinnamomum och familjen lagerväxter. Inga underarter finns listade i Catalogue of Life.